# Llei Volstead
La llei Volstead és el nom amb què també es coneix l'Acta de prohibició o llei seca promulgada el 1919 en els Estats Units d'Amèrica. La llei Volstead venia a desenvolupar la divuitena esmena a la Constitució dels Estats Units de 1917, en virtut de la qual es prohibia la venda, importació i fabricació de begudes alcohòliques en tot el territori dels Estats Units. La llei va rebre aquest nom en honor d'Andrew Volstead, el president del Comitè Judicial de la Casa Blanca, que en va supervisar l'aprovació. No obstant això, Volstead va actuar més com a patrocinador i facilitador de la llei que com a creador. Va ser Wayne Wheeler, membre de la Lliga Antibars, qui va concebre i redactar la llei.

## Procediment
La llei va ser vetada pel president Woodrow Wilson, en gran part a causa de raons de caràcter tècnic, ja que la llei cobria també les prohibicions durant la guerra. El vet va ser anul·lat pel Congrés el 28 d'octubre de 1919, i la llei va ser promulgada.
La llei Volstead especificava que "cap persona no fabricarà, vendrà, canviarà, transportarà, importarà, exportarà, ni lliurarà, qualsevol licor embriagador excepte els autoritzats per aquesta llei". No va prohibir expressament l'ús de begudes espirituoses. La llei definia com a beguda espirituosa qualsevol beguda que contingués més del 0,5% d'alcohol, i va reemplaçar totes les lleis de prohibició existents en efecte en els estats que tenien tal legislació.
La Divuitena esmena a la Constitució dels Estats Units i les lleis aprovades basant-s'hi —entre aquestes, la llei Volstead— van arribar a ser conegudes simplement com "la Prohibició" o la llei seca, i van afectar enormement a la societat nord-americana de la dècada del 1920 (popularment coneguda com els Roaring Twenties).

## Efectes
Els efectes de la Prohibició van ser inesperats. La producció, importació, i distribució de begudes alcohòliques -que abans duien a terme empreses legítimes- van ser assumides per bandes criminals, que van lluitar les unes contra les altres pel control de mercat en confrontacions violentes, fins i tot arribant a cometre assassinats en massa.
Els gàngsters principals, com Tom Dennison i Al Capone de Chicago, es van fer rics i van ser admirats en tot el país. L'aplicació de la prohibició era difícil perquè les bandes es van fer tan riques que van arribar a tenir poder com per a subornar personal de la policia i de l'estament judicial. Molts ciutadans donaven suport als contrabandistes de licors, i en general la llei seca, fruit del treball de lobbys i associacions puritanes, va tenir escàs suport popular.
La pèrdua dels costums socials durant la dècada del 1920 inclou la popularització del còctel entre els grups socioeconòmics més elevats. Aquells inclinats a ajudar les autoritats sovint eren intimidats, fins i tot assassinats. En diverses ciutats principals -notablement, aquelles que van servir com a punts principals de la importació de licor (fins i tot Chicago i Detroit)-, les bandes criminals van arribar a ficar-se en el poder polític municipal de manera significativa. Una batuda per part de la policia de l'estat de Michigan a Detroit va involucrar l'alcalde, el xèrif, i un membre del Congrés local.
La secció 29 de la llei Volstead permetia que 200 galons (l'equivalent d'aproximadament a 1.000 ampolles de 75 cl) "de sidra no embriagadora i suc de fruita" fossin fets cada any a casa. Al principi, el terme "embriagador" va ser definit com una mica més del 0,5%, però l'IRS va variar aquesta mesura de manera que la fabricació casolana d'alcohol semblava estar legalitzada. Algunes vinyes van iniciar la venda de raïms per fer el vi a casa; el raïm de Zinfandel era popular entre els fabricants de vi casolà que vivien prop de les vinyes. També es va popularitzar la venda del raïm Alicante Bouschet pel fet que era menys susceptible de podrir-se. Aquest i les varietats similars van ser extensament plantats per al mercat de vins casolans.